# David Agmon
David Agmon (hébreu : דוד אגמון; né en 1947 à Casablanca, Maroc) est un général israélien. 

## Biographie
Il sert brièvement de chef de bureau de Benjamin Netanyahu,. 
Il participe à la Guerre des Six Jours. Assigné au Congo, il devient commandant en chef au sud-Liban, pendant l'Intervention militaire israélienne au Liban de 1982, puis en 2005, chauffagiste. 
Marié à Eva, danseuse de flamenco, il perd une fille Adi en service. Il en a deux autres, Shira et Dana.